# داميون مكينتوش
داميون مكينتوش (بالإنجليزية: Damion McIntosh)‏ هو لاعب كرة قدم أمريكية أمريكي، ولد في 25 مارس 1977 في كينغستون في جامايكا.

## وصلات خارجية
- داميون مكينتوش على موقع مرجع كرة القدم المحترفة.كوم (الإنجليزية)